# Hampolol
Hampolol es una localidad rural del municipio de Campeche, en el estado homónimo, México. Cuenta aproximadamente con 1500 habitantes. Se encuentra a 10 metros de altitud. La comunidad de Hampolol es una de las más antiguas del Estado. 
La Localidad tiene el título de Junta Municipal y abarca las localidades de San Francisco Kobén, Bethania y Chemblás.

## Toponimia

### “Flor bruñida rápidamente”
Debe su nombre a vocablos de origen maya, la traducción literal es HAM: violente, rápido, pronto; POL: bruñir, pelear y LOL: flor.

### “Entre gusanos”
Esta interpretación es sustentada por los pobladores más antiguos de la localidad.

## Descripción de la comunidad
Hampolol tiene una imagen interna de un típico pueblo campechano. Las casas son mayormente de ladrillos y cemento, ya se han sustituido las construcciones de techo de paja, paredes de barro y piso de tierra como en la antigüedad. El parque de Hampolol, es una muestra de un parque rural como cualquier otro, cuenta en el centro con un kiosco, bancas dispersas por debajo de los árboles y un espacio de juegos para la diversión infantil.
Iglesias y templos en Hampolol:
- Iglesia Católica de Hampolol
- Iglesia Pentecostés de las Asambleas de Dios "Elim"
- Iglesia Presbiteriana "Emmanuel"

Existen algunos otros pequeños templos cristianos en la comunidad de distintas denominaciones religiosas.
Colegios y escuelas en Hampolol:
- Escuela Agustina Pérez Álvarez (Educación Preescolar)
- Escuela Miguel Hidalgo y Costilla (Primaria)
- Escuela Telesecundaria Num. 25 (Secundaria)

## Flora y fauna

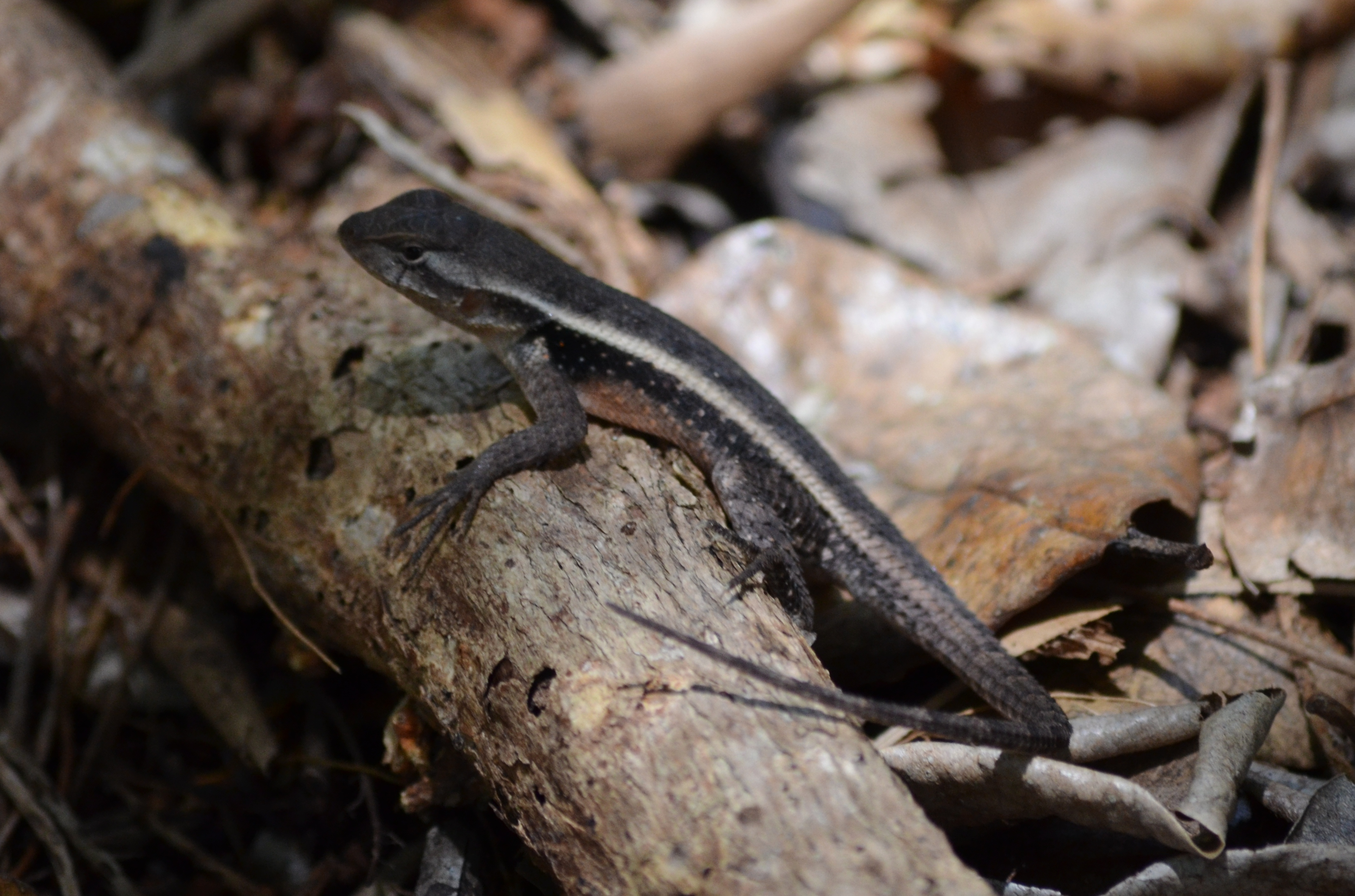
Reptil: Iguana

La flora y fauna de la comunidad es muy extensa, dado que una gran parte de la comunidad está localizada dentro de la biosfera de los petenes, la cual  cuenta con lo necesario para proteger y albergar las diversas especies de la selva mediana y selva baja.
Contando así, con zonas pantanosas, en donde se encuentran distintos tipos de reptiles y animales adaptados a ese medio ambiente.

## Presidentes
Presidentes de la H. Junta Municipal de Hampolol
- Omar Kantún Balan (2003-2006)
- Rodolfo Yam Noh (2006-2009)
- Marcelino Chan Paredes (2009-2012)
- Saúl González (2012-2015)
- Amado Dorantes (2015-2018)
- Graciela Pech Pavón (2018-2021)
- Manuel Sandoval Ramírez (Electo 2021)

## Festividades
Entre las festividades más destacadas de Hampolol, se encuentran:

### Las fiestas patronales de San Antonio de Padua
Las fiestas patronales de San Antonio de Padua, son la celebración más relevante de la comunidad de Hampolol; es realizada cada año por la Iglesia católica, se organizan eventos como desfiles, bailes, entre otras cosas. El día principal de la celebración es el 13 de junio.
Ese día las celebraciones empiezan desde la mañana del 13 de junio, resaltando más la cabeza de cochino, donde da un enfoque coloquial y tradicional al poblado, atrayendo más a los turistas y personas de los pueblos cercanos.

### Desfile del 20 de noviembre
El desfile del 20 de noviembre en Hampolol, es realizado anualmente con motivo de la Revolución mexicana, la cual se recuerda el 20 de noviembre. Ese día desfilan los alumnos y profesores del jardín de niños, primaria y secundaria de la comunidad; además de las autoridades. Luego del desfile se realizan actividades por parte de las autoridades para los asistentes al evento.

## Turismo
Hampolol cuenta con el Centro Ecoturístico Ich Ha Lol Xaan, en el cual se encuentran ojos de agua, que surgen del río que atraviesa a un costado del pueblo. En dicho lugar se han encontrado bellezas naturales que llaman la atención de los turistas y muchos visitantes del país.
También cuenta con el ojo de agua "Santiago" que se ha remodelado en los últimos años para recibir visitantes, el lugar ofrece un ojo de agua cristalino, y lugar de recreación a un costado del río principal.

## Aldeas Infantiles S.O.S.
Las Aldeas Infantiles S.0.S. Hampolol era una sede de casa hogar para niños y jóvenes de diferentes partes del país que se concentraba en la comunidad, por muchos años decenas de niñas, niños y jóvenes vivieron ahí; finalmente en 2014 la sede cerró.

## Código postal
El código postal de Hampolol es: 24560.
Los dos primeros números del Código Postal ("24") corresponden al Estado de Campeche, y los otros tres dígitos identifican a la propia localidad, aunque puede haber varias localidades con el mismo Código Postal.